# Paus Leo III
Leo III (Rome, geboortedatum onbekend - sterfplaats onbekend, 12 juni 816) was paus van 26 december 795 tot zijn dood in 816.

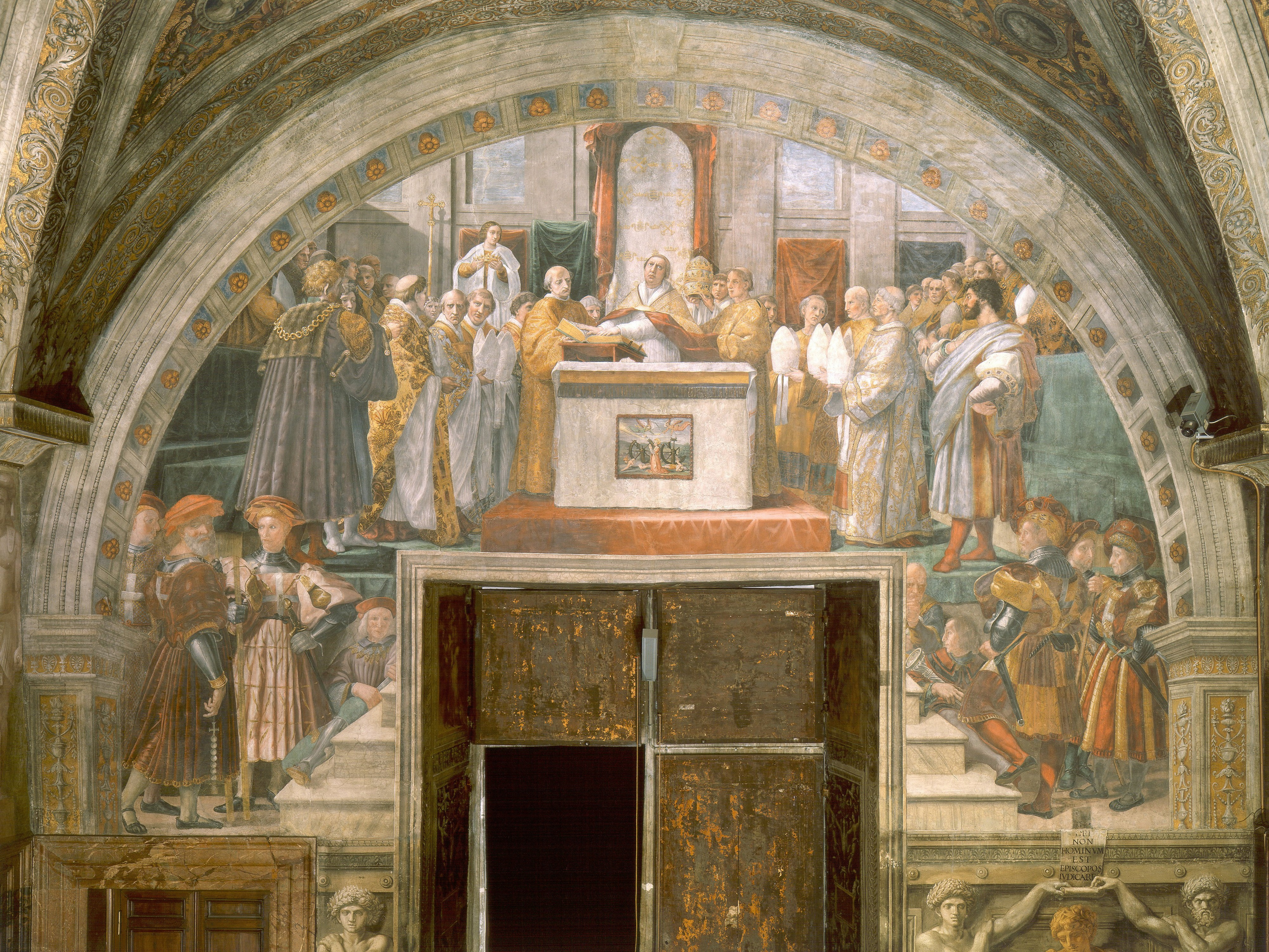
Leo III legt de eed af
(1516-1517), muurschildering van Rafaël, Apostolisch Paleis

Hij was afkomstig uit het gewone volk, maar was in de kerkelijke hiërarchie langzaam maar zeker steeds hoger opgeklommen. Hij kwam al meteen in het begin van zijn pontificaat in botsing met de adel in Rome. Dit leidde er in 799 toe dat enkele edelen tijdens een processie een aanslag op zijn leven pleegden, maar deze mislukte. Leo vluchtte naar Karel de Grote, die hem bescherming bood en hem, vergezeld van een legertje en enkele hoge ambtenaren, in 800 weer liet terugkeren naar Rome.
Toen Leo eenmaal terug was in Rome dienden enkele edelen bij Karel de Grote een aanklacht tegen hem in. Zij beschuldigden hem ervan het ambt van paus door simonie verkregen te hebben. Of en in hoeverre hun beschuldigingen gegrond waren, is nooit helemaal duidelijk geworden. In elk geval legde de paus op 23 december, gesteund door Karel, een openbare eed af, waarin hij verklaarde dat de aanklachten tegen hem onjuist waren. Twee dagen later, in de mis op kerstmorgen in 800, kroonde Leo III Karel de Grote tot keizer. Wat daarna door keizerin Irene van Byzantium werd aanvaard.
In 1673 werd Leo III door paus Clemens X heilig verklaard.

## Galerij

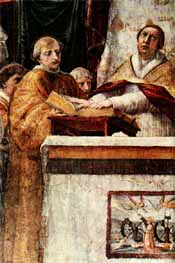
Leo III legt de eed af. (1516-1517), fragment van een muurschildering van Rafaël, Apostolisch Paleis
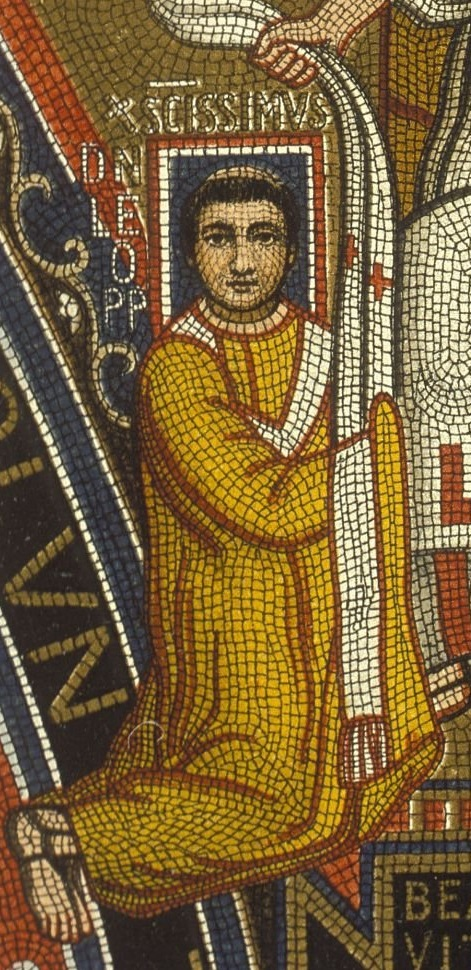
Leo III op een mozaïek. (rond 799), de zaal (triclinium) van het Lateraanse paleis

Cursief: tegenpaus